# André Gide
André Paul Guillaume Gide [andré pól gijjóm žíd] (22. listopadu 1869, Paříž – 19. února 1951, tamtéž) byl francouzský prozaik a dramatik, nositel Nobelovy ceny za literaturu za rok 1947.

## Život
Narodil se roku 1869 v rodině významného právníka a profesora Paula Gida. Mládí prožil v silně náboženském rodinném prostředí, které po otcově smrti ovládla matka. Ač původně katolička, zavedla v rodině přísný režim protestantsky puritánských mravů.
Studoval na několika školách a pro špatný zdravotní stav musel studia několikrát přerušit. Jako student Alsaské koleje (École Alsacienne) se začal živě zajímat o literaturu, přispíval do různých revuí, seznámil se Stéphanem Mallarmém, Paulem Valérym, Paulem Claudelem a dalšími předními francouzskými básníky. Začal vydávat svá první díla, silně poplatná symbolismu, od kterého se však brzy odklonil.
V letech 1893–1894 podnikl ozdravné cesty do severní Afriky a stal se blízkým přítelem Oscara Wilda, se kterým se seznámil v Alžíru. Tyto cesty, na kterých se seznámil s palčivými národnostními a sociálními problémy a také objevil svět smyslů, přispěly k tomu, že se odvrátil od výchovou vštěpované přísné sebekázně k vyhraněnému individualismu a etickému, filozofickému i estetickému relativismu. Výrazem tohoto přerodu se stala lyrická próza Pozemské živiny (1897), kterou je možno považovat za jakýsi Gidův manifest, ve kterém vyjadřuje svůj požadavek na osvobození vlastního já. To představuje jakýsi asketismus naruby, podle kterého se smysly musí otevřít všemu, co je přirozené, lidský život je sám o sobě dostatečným cílem, náboženské příkazy a morální konvence nezavazují. Subjektem i objektem jeho analýzy se stává hrdina, který nechce být spoután žádnými principy a ve všem se chce odlišit od ostatních lidí. Svědčí o tom jeho epické příběhy Imoralista (1902), Těsná brána (1909), Vatikánské kobky (1914) i Pastorální symfonie (1919), které sledují a rozvíjejí konflikty, vznikající ze střetu silného jedince s omezujícím vlivem prostředí.

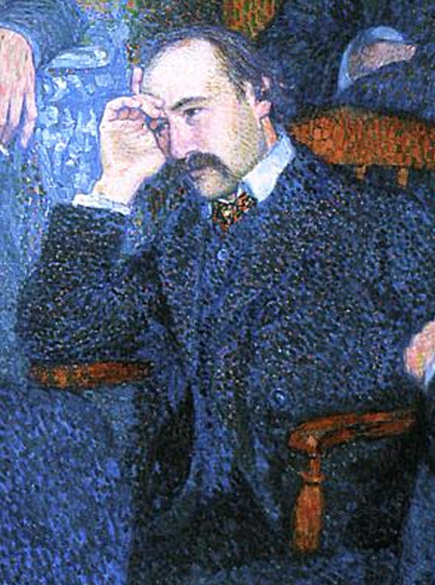
André Gide, obraz od Théa van Rysselbergha roku 1901

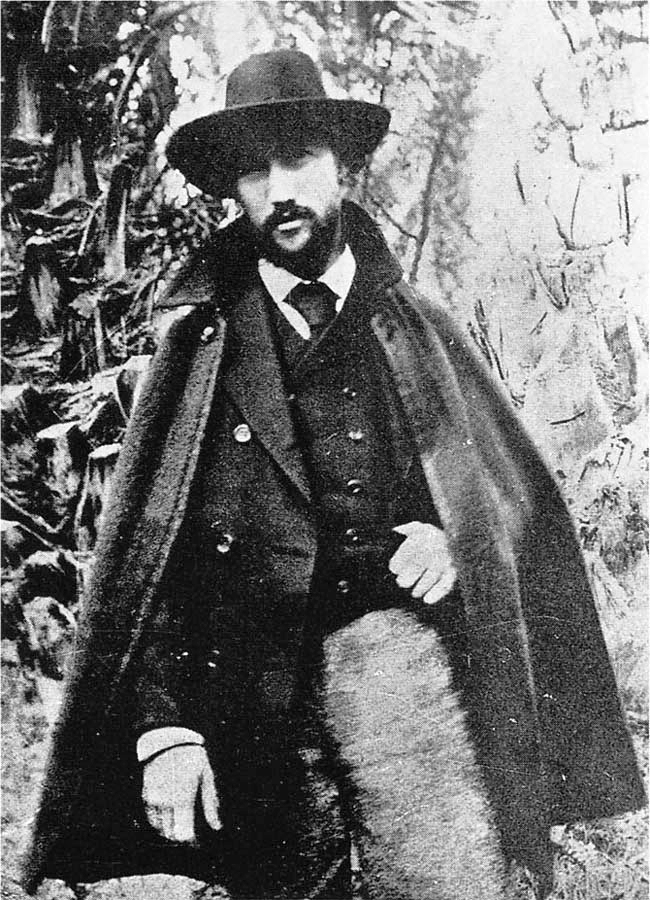
André Gide roku 1893

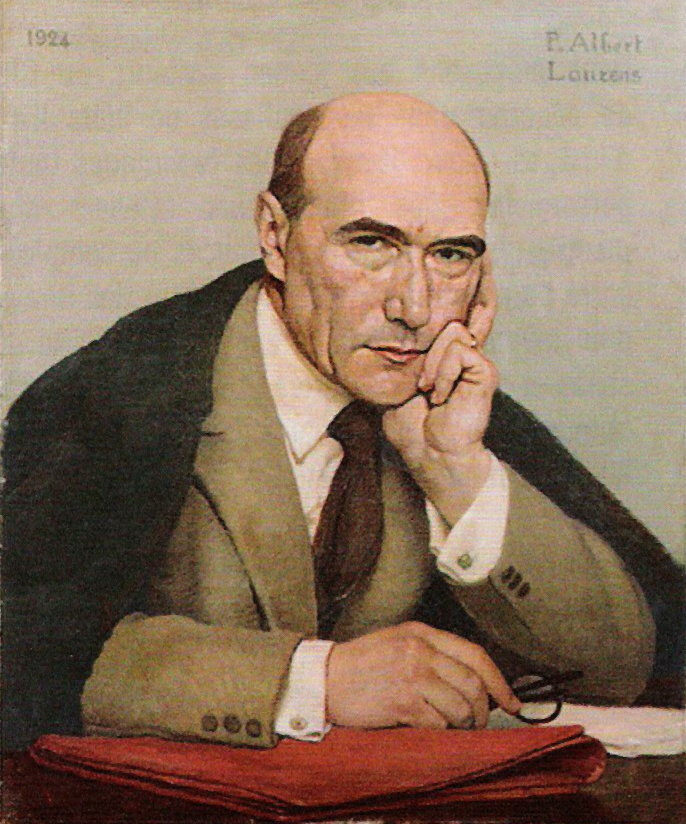
André Gide, obraz od Paula Alberta Laurensez roku 1924

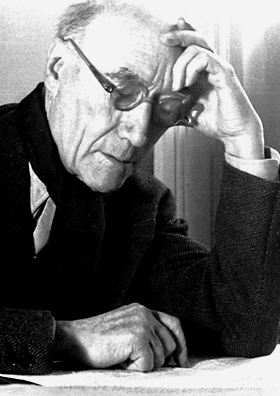
André Gide roku 1947

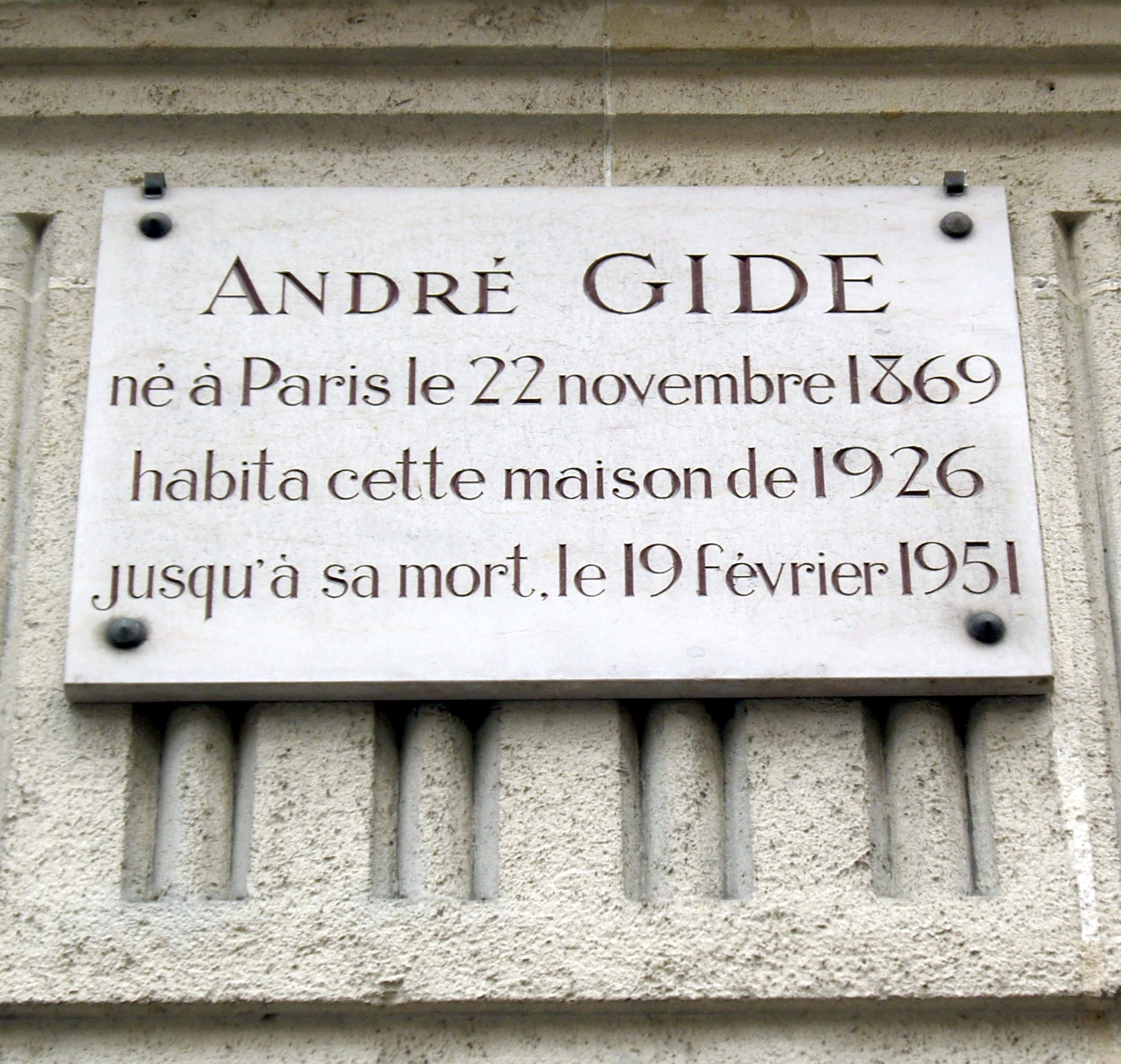
Gideova pamětní deska v Paříži

Roku 1909 založil společně s Jacquesem Copeauem a Jeanem Schlumbergerem literární magazín La Nouvelle Revue Française (NRF) a vedl jej do roku 1914. Magazín se hlásil k novému klasicismu a hodlal uvádět kvalitní literární díla, aniž by podporoval nějaké literární doktríny. Díky jeho doporučení tak vyšel například román Jean Barois od Martina du Garda.
Na vrcholu své popularity se ocitl po skončení první světové války, kdy do jeho díla začal pronikat zájem o současné problémy, jak o tom svědčí jeho román Penězokazi (1925). O sobě samém vypověděl s naprostou upřímností v autobiografickém románu Zemři a živ budeš (1926), ve kterém se přiznal ke své homosexualitě (přestože byl od roku 1895 ženat se svou sestřenicí Madeleine Rondeauxovou) a obhajoval ji.
Sándor Márai v díle Denníky I. píše: „Gide byl otrokem sexuální a spisovatelské vášně...“
Na počátku třicátých letech začal projevovat sympatie k úsilí o sociální přestavbu světa. Byl okouzlen projektem komunistické společnosti, který ovšem chápal po svém jako uskutečnění moderně reformovaných vztahů prvotního křesťanství. Společně s André Malrauxem intervenoval v Berlíně za osvobození uvězněného komunistického funkcionáře Georgi Dimitrova a roku 1936 navštívil dokonce Sovětský svaz. Hluboké rozčarování z této cesty pak popsal ve své reportáži Návrat ze Sovětského svazu, která vyvolala ostrou kritiku ze strany tehdejších levicových intelektuálů, přestože mnoho z nich nemělo se sovětským prostředím vlastní zkušenosti (v Česku například vystoupil s polemikou básník Stanislav Kostka Neumann ve své knize Anti-Gide).
Roku 1947 obdržel Nobelovu cenu za literaturu za jeho obsáhlé a umělecky významné literární dílo, v němž lidské problémy a životní podmínky vystihl s neochvějnou láskou k pravdě a psychologickou bystrozrakostí (citace z odůvodnění Švédské akademie).
Zemřel počátkem roku 1951 v Paříži. Byl pochován na hřbitově Cimetière paroissiale de l'eglise Saint Gabriel v Cuverville v departementu Seine-Maritime.
V roce 1952 zařadila katolická církev spisy A. Gida na Index zakázaných knih.

## Dílo
- Les Cahiers d'André Walter (1891, Sešity Andrého Waltera), sbírka poesie, románový deník vydaný anonymně,
- Le Traité du Narcisse (1891, Narkissos), esej o podstatě symbolu,
- Les Poésies d'André Walter (1892, Básně Andrého Waltera), sbírka básní vydaná anonymně,
- Le Traité du Narcisse (1892, Narkissos), esej,
- Le Voyage d'Urien (1893, Cesta urianova), fiktivní cestopis,
- Paludes (1895), povídka, satirický obraz pařížského literárního „bahnění“, nenalézajícího odvahu ke svobodě a odvážnosti činu.
- Les nourritures terrestres (1897, Pozemské živiny), lyrická próza, proklamace autorova nového pohledu na svět, usilujícího o možnost plného rozvinutí a uplatnění osobnosti jedince, který odkládá vnucenou mu morálku, chce být nezávislý na lidském společenství a sleduje jen své individuální potřeby a cíle bez ohledu na překážky a i na oběti druhých lidí.
- Le Prométhée mal enchaîné (1899, Prométheus špatně připoutaný), povídka s dramatickými dialogy,
- Le Roi Candaule (1901, Král Kandaules), drama,
- L'Immoraliste (1902, Imoralista), román v němž egoistický hrdina Michel přijíždí do severní Afriky se svou těhotnou ženou Marcelinou uzdravit se z tuberkulózy. Zatímco Michel prožívá obrodu smyslového života, Marcelinu horké a suché podnebí zabijí. Nakonec Marcelina umírá a Michel, uvolněný z pout povinnosti o ohledů ke své životní družce, může vychutnávat rozkoše uzdraveného a hledat jen takové štěstí a blaho, které vyhovuje jeho osobní představě.
- Prétextes (1903, Záminky), eseje,
- Saül (1903, Saul), drama,
- Le Prométhée mal enchaîné (1907, Prométheus špatně připoutaný), komedie,
- Dostoievsky d'apres sa correspondance (1908, Dostojevskij podle své korespondence), esej,
- La Porte étroite (1909, Těsná brána), román, v němž Gide komentuje životní cestu dívky Alissy, z níž se po prvním milostném vzplanutí stane staropanenská pobožnůstkářka, která zničí život i svému milému. Román vyznívá tragicky a naznačuje Gideovo odmítnutí zříkání se pozemského života za cenu „svatosti“. Ukazuje, že takový život vyústí v zoufalství a potvrzuje neužitečnost oběti.
- Oscar Wilde (1910), esej,
- Charles-Louis Philippe (1911), esej,
- Nouveaux Prétextes (1911, Nové záminky), eseje,
- Isabelle (1912, Isabela), povídka,
- Le Retour de l'Enfant prodigue (1912, Návrat marnotratného syna), román,
- Les Caves du Vatican, (1914, Vatikánské kobky), román, označený autorem jako „bláznovská fraška“, je rozsáhlou satirou, jejímž předmětem je náboženská bigotnost. Příběh je založený na „šeptandě“ o tom, že papež Lev XIII. je vězněn na Andělském hradě svobodnými zednáři a že jimi dosazený lžipapež, který vydal encykliku Rerum novarum, utužuje ve světě vládu ďáblovu. Děj knihy se skládá z groteskního pásma podvodných machinací zločinecké bandy a vrcholí bezdůvodnou vraždou, která je pojata jako volní akt jedince, necouvajícího ani před zločinem. Román měl za následek Gidův rozchod s Paulem Claudelem.
- La Symphonie pastorale (1919, Pastorální symfonie), román, jehož hlavní hrdinkou je slepá Gertruda, která, dokud nenabyla operací zraku, neznala klamy a bludy světa. Lidská láska jí splývala s představou citu lásky ke všem lidem, se soucitem a obětavostí. Teprve s vráceným zrakem prohlédá a přesvědčuje se i o sobeckých a nízkých pohnutkách jednání svého pastorského ochránce a vychovatele. Tragická deziluze pak uspíší její smrt, když poznání skutečnosti rozbilo její sen o člověku a jeho ušlechtilosti. Knihu roku 1946 zfilmoval francouzský režisér Jean Delannoy.
- Dostoievsky (1923, Dostojevskij), esej,
- Corydon (1924), čtyři sokratovské dialogy o homosexualitě
- Les Faux-monnayeurs (1925, Penězokazi), román, je psán inovativní formou, která spoluvytvářela literární modernu (James Joyce, Andrej Bělyj) a v mnohém předznamenala i estetiku francouzského „Nového románu“. Syžet románu obsahuje popis pařížského prostředí měšťanských vrstev před první světovou válkou. Zabývá se falšováním emocí, případně mezemi volního jednání, které ukazuje v okamžicích, kdy může druhé svou bezohledností i zabít. Zabývá se křehkostí dospívajících, tématem šikany a je zde také otevřeně traktována homosexualita, což lze pro Gideovu příslušnost k této minoritě vykládat do jisté míry i jako autobiografický záznam.
- Le Journal des Faux-Monnayeurs (1926, Deník Penězokazů), esej, ve které Gide vysvětluje své tvůrčí postupy při psaní románu Penězokazi.
- Si le grain ne meurt (1926, Zemři a živ budeš), autobiografický román,
- Voyage au Congo (1927, Kongo), cestopis,
- Le Retour du Tchad (1928, Návrat z Čadu), cestopis,
- L'École des femmes (1929, Škola žen), román, první díl triptychu vydaného česky souhrnně pod názvem Nedokončené vyznání,
- Robert (1929, Robert), román, druhý díl triptychu Nedokončené vyznání,
- La Séquestrée de Poitiers (1930), kniha o případu Blanche Monnier, ženě z Poitiers, kterou její rodina 25 let věznila v domě. Gide pouze změnil jména hlavních protagonistů.
- Odipe (1932, Oidipús), drama,
- Perséphone (1934, Persefona), drama,
- Les Nouvelles Nourritures (1935, Nové živiny), esej navazující na autorovy Pozemské živiny z roku 1897.
- Genevieve (1936, Jenovefa), román, třetí, závěrečný díl triptychu Nedokončené vyznání, ve všech třech románech se znovu kladou otázky po vratkosti rovnováhy mezi štěstím jedince, štěstím rodiny a zájmy společnosti. Hlavní hrdinka vstupuje do nešťastného manželství a až její dcera je schopna zpětně po letech rekonstruovat její opravdové city a sexuální zaměření.
- Retour de l'U.R.S.S. (1936, Návrat ze Sovětského svazu) a Retouches a mon Retour de l'U.R.S.S. (1936, Retuše k mému Návratu ze Sovětského svazu), reportáže, ve kterých autor upozornil na celou řadu negativních jevů ve stalinském Rusku. Ty většina levicových spisovatelů, kteří Sovětský svaz navštívili, odmítala vidět, a tak knihy vzbudily velký rozruch a vyvolaly ostrou kritiku. Gide ve svých reportážích ukazuje, že socialismus není to nejlepší, co může být, a naznačuje, že je to horší systém než kapitalismus. Levicoví intelektuálové knihy odmítli jako protisovětský pamflet, přestože mnoho z nich nemělo se sovětským prostředím vlastní zkušenosti (v Česku například vystoupil s polemikou básník Stanislav Kostka Neumann ve své knize Anti-Gide).
- Journal 1889–1939 (1939, Deník 1889–1939), Gidovys deníky, souhrn autorových životopisných záznamů, glos a zápisků,
- Interviews imaginaires (1942, Pomyslné rozmluvy), eseje,
- Thésée (1946, Théseus), drama,
- Journal 1939–1942 (1946, Deník 1939–1942), druhá část Gidových deníků,
- Poétique (1947, Poetika), esej,
- Feuillets d'automne (1949, Podzimní listy), eseje,
- Journal 1942–1949 (1950, Deník 1942–1949), třetí část Gidových deníků,
- Journal intime (1951, Intimní denik).

### Česká vydání
- Filoktétes, Chrysanthem, Praha 1899, přeložil Arnošt Procházka,
- Prométheus špatně připoutaný, Moderní revue, Praha 1904, přeložil Arnošt Procházka,
- Těsná brána, Kamilla Neumannová, Praha 1910, přeložil Arnošt Procházka,
- Narkissos, Filoktétes a Prométheus, Kamilla Neumannová, Praha 1912, přeložil Arnošt Procházka,
- Immoralista, Kamilla Neumannová, Praha 1913, přeložil Jindřich Fleischner,
- Betsabé, Moderní revue, Praha 1913, přeložil Arnošt Procházka,
- Král Kandaules, Kamilla Neumannová, Praha 1914, přeložil Arnošt Procházka,
- Saul, Antonín Ludvík Stříž, Stará Říše 1918, přeložil Josef Marek,
- Oscar Wilde: In memoriam, Alois Srdce, Praha 1918, přeložil Otakar Levý,
- Isabella, Kamilla Neumannová, Praha 1919, přeložil Arnošt Procházka,
- Návrat ztraceného syna, Alois Srdce, Praha 1919, přeložil Otakar Levý,
- Kongo, Prorok, Praha 1928, přeložil Antonín Horský,
- Návrat marnotratného syna, Vincenc Svoboda, Praha 1929,
- Škola žen, Robert, Otakar Štorch-Marien, Praha 1930, přeložili Jirka Malá a O. Rádl,
- Vatikánské kobky, F. Topič, Praha 1930, přeložil Jiří Ježek, znovu 1948.
- Penězokazi, Družstevní práce, Praha 1932, přeložil Josef Heyduk,
- Paludes, Adolf Synek, Praha 1933, přeložil Ferdinand Barták a Jan Kučera,
- Zemři a živ budeš, Bohumil Janda, Praha 1933, přeložil Gustav Winter,
- Nedokončené vyznání, Evropský literární klub, Praha 1936, přeložil Miloš Hlávka a Jindřich Hořejší,
- Návrat ze Sovětského svazu, Družstevní práce, Praha 1936, přeložil Bohumil Mathesius, šest vydání, 1937 dvě vydání.
- Retuše k mému Návratu ze Sovětského Svazu, Julius Albert, Praha 1937, přeložil Bohumil Mathesius,
- Pastorální symfonie, J. Šnajdr, Kladno 1938, přeložila Jindra Kvapilová, znovu Vilém Šmidt, Praha 1948.
- Nedokončené vyznání, Jaroslav Podroužek, Praha 1946, přeložil Jindřich Hořejší,
- Vatikánské kobky, Odeon, Praha 1967, přeložil Josef Pospíšil,
  - Tento překlad byl zpracován v roce 2022 v Českém rozhlasu jako dvacetidílná četba na pokračování, pro rozhlas připravil: Michal Plzák, v režii Lukáše Kopeckého četl Petr Štěpán.[2]
- Penězokazi, Deník penězokazů, Odeon, Praha 1968, přeložil Josef Heyduk.